# Џастин Бибер: Никад не реци никад
Џастин Бибер: Никад не реци никад (енгл. Justin Bieber: Never Say Never) амерички је биографски филм из 2011. године о канадском певачу Џастину Биберу.
Добио је позитивне рецензије критичара и остварио финансијски успех, зарадивши скоро 100 милиона долара. Наставак, Џастин Бибер: Веруј, приказан је 2013. године.

## Радња
Камера прати Џастина Бибера током десетодневних припрема за његов распродати концерт из августа 2010. у Медисон сквер гардену. Материјал снимљен током тих десет дана припрема, проба и времена проведеног са својим друговима из детињства, мајком и свитом, укрштен је с приватним видео-снимцима, старим фотографијама, интервјуима с вундеркиндом који обожава да наступа и чији снимак с јутјуба привлачи пажњу агента Скутера Брауна из Атланте, одушевљава Ашера и уздиже га до међународне славе убрзо после његовог 15. рођендана. Његов менаџер наглашава значај друштвених медија, Џастинових радних навика и његовог карактера за то што је постао звезда, док камера наглашава Џастинов изглед.

## Улоге
- Џастин Бибер
- Ашер
- Џејден Смит
- Шон Кингстон
- Мајли Сајрус
- Скутер Браун
- Џереми Бибер
- Хејден Томпсон
- Џеј Лено (архивски снимак)
- Челси Хендлер (архивски снимак)
- Џорџ Лопез (архивски снимак)